# Casa consistorial de Fuentelencina
La casa consistorial es el edificio sede del Ayuntamiento de Fuentelencina (Guadalajara, España). Se trata de un edificio renacentista ubicado en la plaza Mayor, que se encuentra enteramente soportalada.

## Historia
La casa consistorial data del siglo XVI, cuando Carlos I de España, para financiar sus contiendas y gastos políticos, decidió vender los bienes y posesiones de las órdenes militares y eclesiásticas, que pasaron a manos de señorío particulares. Fuentelencina masifestó su deseo de continuar siendo tierra de realengo, privilegio que le fue otorgado en Valladolid en 1555 al cambio del pago de 1.332.000 maravedíes. En este contexto se construyeron la iglesia de la Asunción, la fuente de Abajo y la casa consistorial.

## Descripción
Su planta es rectangular y estructuralmente se halla organizada en tres crujías con paredes de caja paralelas a la fachada principal. El acceso se encuentra a la derecha de la fachada.
El alzado se encuentra organizado en dos plantas. En la planta baja y entrando por la puerta principal se encuentra un amplio recibidor en cuyo centro se sitúa una columna renacentista con zapata de la que arranca una escalera de dos tramos. La cubierta del recibidor es de vigas de madera con bóvedas de yeso. Su pavimento es de piedra. La cubierta del hueco de la escalera y del repartidor de la planta superior es de igualmente de madera.
A la izquierda de la entrada principal, en el exterior del edificio, hay otra puerta de madera que comunica con el salón de baile, cubierto por forjado de anchas vigas de madera transversales con bóvedas de yeso y sostenido por cuatro sencillas columnas renacentistas. En el lateral izquierdo del salón hay una puerta de madera que comunica con el local de la Cámara Agraria, que tiene la misma solución de cubierta y soportes que el salón. Ambos recintos tienen pavimento de losas de barro cocido y reciben la luz del exterior a través de ventanas con contraventanas de madera maciza.
La escalera del recibidor desemboca en un repartidor de la planta superior, a cuya izquierda están los servicios y de frente la salida a la galería alta, donde se encuentra el salón de juntas del Ayuntamiento. Lo más destacable en él son la cubierta de alfarje, constituida por cuatro grandes vigas apoyadas sobre ménsulas, y el pavimento, que es de barro cocido. Se halla iluminado por dos ventanas con contraventanas de madera. En su interior, frente a la puerta de entrada, hay otra puerta de madera que comunica con el espacio alargado dividido en varios compartimentos destinados a oficinas con un servicio en el centro. A la izquierda del salón de juntas se hallan el despacho de teléfonos y una vivienda actualmente deshabitada.

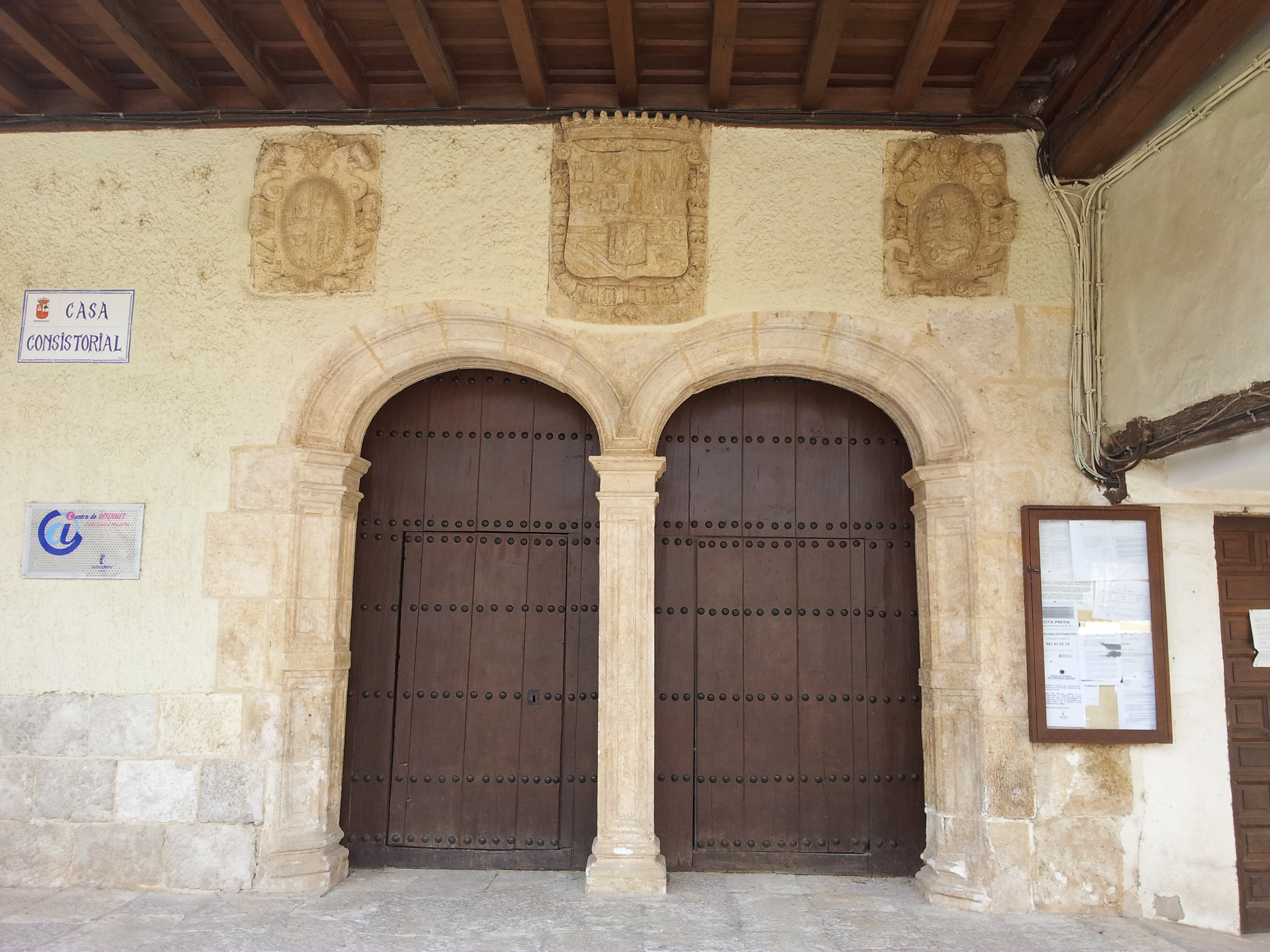
Detalle de las puertas de acceso con los escudos de armas en la parte superior.

Los recintos que en otro tiempo fueron cárcel (planta baja) y troje (planta alta) parecen ser construcciones anteriores al ayuntamiento.
En el exterior se empleó la sillería en muros, portada y zócalos; piedra de una sola pieza en columnas, y madera en zapatas y cubiertas de las galerías. El resto del edificio se encuentra enfoscado. El tejado a dos aguas es de teja árabe. 
La galería superior es adintelada con cubierta de madera soportada por columnas de capitel jónico. La galería baja está soportada por columnas de orden toscano, de mayor diámetro que las anteriores, que soportan una cubierta adintelada de madera. En el extremo derecho de la galería baja se encuentra la portada principal de doble arco rebajado sustentado en el centro por un pilar renacentista labrado.
Sobre la portada lucen los escudos de Carlos V de Alemania, de la Orden de Calatrava y de Fuentelencina.